# Erinnyis jamaicensis
Erinnyis jamaicensis är en fjärilsart som beskrevs av Clark 1935. Erinnyis jamaicensis ingår i släktet Erinnyis och familjen svärmare. Inga underarter finns listade i Catalogue of Life.